# Caymmi visita Tom
Caymmi visita Tom é um álbum de bossa nova lançado no ano de 1964, fruto de uma parceria entre os músicos Antônio Carlos Jobim e Dorival Caymmi.

## Gravação
O disco foi gravado pela Elenco, importante gravadora de música brasileira sediada no Rio de Janeiro. O início a gravação deu-se após o retorno de Antônio Carlos Jobim ao Brasil, após uma temporada do músico nos Estados Unidos.
O álbum trata-se de uma visita do músico baiano Dorival Caymmi, ao recém-chegado Tom Jobim, na residência do música carioca, na Rua Barão da Torre, número 107, no bairro de Ipanema. Para o encontro, Dorival levou três de seus filhos para participarem da gravação do disco, sendo Nana Caymmi, Dori Caymmi e Danilo Caymmi.
Danilo e Dori, foram responsáveis pela parte musicista do álbum, sendo que o primeiro foi responsável pela flauta e Dori pelo violão. Tom, Dorival e Nana dividiram os vocais, enquanto os dois anfitriões também dividiram o piano.
A gravação ainda contou com os músicos Sérgio, no contrabaixo e Edison Machado e Doum na bateria. A produção foi realizada por Aloysio de Oliveira, um dos principais produtores da história do país.

## Faixas
| N.º            | Título                     | Letras                                             | Música                                                                           | Duração |  |
| 1.             | "...Das rosas"             | Pixinguinha, Otávio de Sousa                       | Dorival Caymmi                                                                   | 3:11    |  |
| 2.             | "Só tinha de ser com você" | Antônio Carlos Jobim                               | Antônio Carlos Jobim                                                             | 3:28    |  |
| 3.             | "Inútil paisagem"          | Ray Gilbert, Aloysio de Oliveira                   | Dorival Caymmi, Nana Caymmi                                                      | 3:20    |  |
| 4.             | "Vai de vez"               | Roberto Menescal, Lula Freire                      | Danilo Caymmi, Dori Caymmi, Edison Machado, Sergio Barrozo, Antônio Carlos Jobim | 3:20    |  |
| 5.             | "Canção da noiva"          |                                                    | Stela Caymmi                                                                     | 1:59    |  |
| 6.             | "Saudade da Bahia"         | Dorival Caymmi, Antônio Carlos Jobim               | Dorival Caymmi                                                                   | 3:14    |  |
| 7.             | "Tristeza de nós dois"     | Bebeto Castilho, Durval Ferreira, Maurício Einhorn | Nana Caymmi                                                                      | 3:36    |  |
| 8.             | "Berimbau"                 | Baden Powell                                       | Danilo Caymmi, Dori Caymmi, Edison Machado, Sergio Barrozo, Antônio Carlos Jobim | 5:02    |  |
| 9.             | "Sem você"                 | Antônio Carlos Jobim                               | Nana Caymmi                                                                      | 2:51    |  |
| Duração total: | Duração total:             | Duração total:                                     | Duração total:                                                                   | 28:48   |  |

## Lançamento
O álbum teve seu lançamento realizado no ano de 1964, no formato de Long-Play (LP). No ano de 1991, o disco ganhou um lançamento em CD sendo lançado pela PolyGram.
No ano de 2013, o disco ganhou novo volume integrando a coleção organizada pela Folha de S.Paulo na Coleção Folha tributo a Tom Jobim, integrando o décimo quinto volume da coleção.